# Rumänisch-kyrillisches Alphabet
Das rumänisch-kyrillische Alphabet ist eine Variante des kyrillischen Alphabets, die bis zu den 1860er Jahren zum Schreiben der rumänischen Sprache verwendet wurde. Im Rahmen der Reformen der Siebenbürgischen Schule wurde dieses Alphabet offiziell durch ein Alphabet mit lateinischen Buchstaben ersetzt. Die kyrillische Schrift blieb bis in die 1920er Jahre gelegentlich in Gebrauch, hauptsächlich im russisch regierten Bessarabien.
Von den 1830er Jahren bis zur vollständigen Übernahme des lateinischen Alphabets gab es das sogenannte rumänische Übergangsalphabet, das kyrillische und lateinische Buchstaben kombinierte und einige der lateinischen Buchstaben mit diakritischen Zeichen umfasste. Die Rumänisch-Orthodoxe Kirche verwendete in ihren Veröffentlichungen bis 1881 weiterhin das Alphabet.
Das rumänisch-kyrillische Alphabet ist nicht dasselbe wie das moldawisch-kyrillische Alphabet, welches auf dem russischen Alphabet basiert und in der Moldauischen SSR sowie immer noch in Transnistrien verwendet wird.

## Alphabet
Das rumänisch-kyrillische Alphabet stand der zeitgenössischen Version des altkyrillischen Alphabets der altkirchenslawischen Sprache nahe.
| Buchstabe | Nummer | Lateinisches Äquivalent | Übergangsalphabet | Moldawisch-kyrillisches Äquivalent | Phonem                     | Rumänischer Name | Slawisches Wort   |
| --------- | ------ | ----------------------- | ----------------- | ---------------------------------- | -------------------------- | ---------------- | ----------------- |
| А а       | 1      | a                       | A a               | а                                  | /a/                        | az               | азъ (azŭ)         |
| Б б       |        | b                       | Б б               | б                                  | /b/                        | buche            | бꙋкꙑ (buky)       |
| В в       | 2      | v                       | В в               | в                                  | /v/                        | vede             | вѣдѣ (vĕdĕ)       |
| Г г       | 3      | g, gh                   | G g               | г                                  | /ɡ/                        | glagol           | глаголи (glagoli) |
| Д д       | 4      | d                       | D d               | д                                  | /d/                        | dobru            | добро (dobro)     |
| Є є, Е e  | 5      | e                       | E e               | е                                  | /e/                        | est              | єстъ (estŭ)       |
| Ж ж       |        | j                       | Ж ж               | ж                                  | /ʒ/                        | juvete           | живѣтє (živěte)   |
| Ѕ ѕ       | 6      | dz                      | Ḑ ḑ               | дз                                 | /d͡z/                       | zalu             | ꙃѣло (dzělo)      |
| З з       | 7      | z                       | Z z               | з                                  | /z/                        | zemle            | зємл҄ꙗ (zemlja)    |
| И и       | 8      | i                       | I i               | и                                  | /i/                        | ije              | ижє (iže)         |
| Й й       |        | i                       | Ĭ ĭ               | й                                  | /j/, /ʲ/                   | ije              | ижє (iže)         |
| І і       | 10     | i                       | I i               | и                                  | /i/                        | i                | и (i)             |
| К к       | 20     | c, ch                   | К к               | к                                  | /k/                        | kaku             | како (kako)       |
| Л л       | 30     | l                       | Л л               | л                                  | /l/                        | liude            | людиѥ (ljudije)   |
| М м       | 40     | m                       | M m               | м                                  | /m/                        | mislete          | мꙑслитє (myslite) |
| Н н       | 50     | n                       | N n               | н                                  | /n/                        | naș              | нашь (našĭ)       |
| Ѻ ѻ, О o  | 70     | o                       | O o               | о                                  | /o̯/                        | on               | онъ (onŭ)         |
| П п       | 80     | p                       | П п               | п                                  | /p/                        | pocoi            | покои (pokoi)     |
| Р р       | 100    | r                       | Р р               | р                                  | /r/                        | râță             | рьци (rĭci)       |
| С с       | 200    | s                       | S s               | с                                  | /s/                        | slovă            | слово (slovo)     |
| Т т       | 300    | t                       | T t               | т                                  | /t/                        | tferdu           | тврьдо (tvrĭdo)   |
| ОУ оу     | 400    | u                       | Ꙋ ꙋ (Ȣ, ȣ, ɣ)     | у                                  | /u/                        | upsilon          | ꙋкъ (ukŭ)         |
| Оу Ȣ, У Ȣ |        | u                       | Ꙋ ꙋ (Ȣ, ȣ, ɣ)     | у                                  | /u/                        | ucu              | ꙋкъ (ukŭ)         |
| Ф ф       | 500    | f                       | F f               | ф                                  | /f/                        | fârta            | фрьтъ (frĭtŭ)     |
| Х х       | 600    | h                       | Х х               | х                                  | /h/                        | heru             | хѣръ (xěrŭ)       |
| Ѡ ѡ       | 800    | o                       | O o               | о                                  | /o/                        | omega            | отъ (otŭ)         |
| Щ щ       |        | șt                      | Щ щ               | шт                                 | /ʃt/                       | ștea             | ща (šta)          |
| Ц ц       | 900    | ț                       | Ц ц               | ц                                  | /t͡s/                       | ți               | ци                |
| Ч ч       | 90     | c (vor e, i)            | Ч ч               | ч                                  | /t͡ʃ/                       | cervu            | чрьвь (črĭvĭ)     |
| Ш ш       |        | ș                       | Ш ш               | ш                                  | /ʃ/                        | șa               | ша (ša)           |
| Ъ ъ       |        | ă, ŭ                    | Ъ ъ               | э                                  | /ə/                        | ier              | ѥръ (jerŭ)        |
| Ы ы, Ꙑ ꙑ  |        | â, î                    | Î î               | ы                                  | /ɨ/                        | ieri             | ѥрꙑ (jery)        |
| Ь ь       |        | ă, ŭ, ĭ                 | Ꙋ̆ ꙋ̆               | ь                                  | —                          |                  | ѥрь (jerĭ)        |
| Ѣ ѣ       |        | ea                      | Ea ea             | я                                  | /e̯a/                       | eati(u)          | ѣть (ětĭ)         |
| Ю ю       |        | iu                      | Ĭꙋ ĭꙋ             | ю                                  | /ju/                       | Io / iu          | ю (ju)            |
| Ꙗ ꙗ, IA   |        | ia                      | Ĭa ĭa             | иа                                 | /ja/                       | ia               | ꙗ (ja)            |
| Ѥ ѥ, IE   |        | ie                      | Ĭe ĭe             | ие                                 | /je/                       |                  | ѥ (je)            |
| Ѧ ѧ       |        | ĭa, ea                  | Ĭa ĭa, Ea ea      | я                                  | /ja/                       | ia               | ѧсъ (ęsŭ)         |
| Ѫ ѫ       |        | î                       | Î î               | ы                                  | /ɨ/                        | ius              | ѫсъ (ǫsŭ)         |
| Ѯ ѯ       | 60     | x                       | Ks ks             | кс                                 | /ks/                       | csi              | ѯи (ksi)          |
| Ѱ ѱ       | 700    | ps                      | Пs пs             | пс                                 | /ps/                       | psi              | ѱи (psi)          |
| Ѳ ѳ       | 9      | th, ft                  | T t, Ft ft        | т, фт                              | /t/ und approx. /θ/ or /f/ | thita            | фита (fita)       |
| Ѵ ѵ       | 400    | i, u                    | I i; Ꙋ ꙋ          | и, у                               | /i/, /y/, /v/              | ijița            | ижица (ižica)     |
| Ꙟ ꙟ, ↑ ↑  |        | în îm                   | În în Îm îm       | ын, ым                             | /ɨn/, /ɨm/                 | în               |                   |
| Џ џ       |        | g (vor e, i)            | Џ џ               | ӂ                                  | /d͡ʒ/                       | gea              |                   |

## Irreguläre Variationen
Beginnend mit den 1830er Jahren und endend mit der offiziellen Einführung des lateinischen Alphabets gab es keine Vorschriften für die Schreibweise des Rumänischen. Es wurden verschiedene Alphabete mit kyrillischen und lateinischen Buchstaben verwendet.
| Vor 1830 | 1833                              | 1838                              | 1846 (1)           | 1846 (2)                                  | 1848                              | 1858            | 1860        |
| -------- | --------------------------------- | --------------------------------- | ------------------ | ----------------------------------------- | --------------------------------- | --------------- | ----------- |
| А а      | А а                               | А а                               | А а                | А а                                       | А а                               | A a             | A a         |
| Б б      | Б б                               | Б б                               | Б б                | Б б                                       | Б б                               | B b             | Б б         |
| В в      | В в                               | В в                               | В в                | В в                                       | В в                               | V v             | В в         |
| Г г      | Г г                               | Г г                               | Г г                | Г г                                       | Г г                               | G g             | Г г         |
| Д д      | Д д                               | Д д                               | D d                | Д д                                       | D d                               | D d             | D d         |
| Є є, Е e | Є є                               | Є є                               | E e                | Ε ε                                       | E e                               | E e             | E e         |
| Ж ж      | Ж ж                               | Ж ж                               | Ж ж                | Ж ж                                       | Ж ж                               | J j             | Ж ж         |
| Ѕ ѕ      | Ѕ ѕ                               | Дз дз                             | Ḑ ḑ                | Дз дз                                     | Dz dz                             | Dz dz           | Dz dz       |
| З з      | З з                               | З з                               | Z z                | З з                                       | Z z                               | Z z             | Z z         |
| И и      | И и                               | I i                               | I i                | І і                                       | I i                               | I i             | I i         |
| І і      | Ї ї                               | I i                               | I i                | І і                                       | I i                               | I i             | I i         |
| К к      | К к                               | К к                               | K k                | К к                                       | К к                               | K k             | K k         |
| Л л      | Л л                               | Л л                               | Л л                | Л л                                       | Л л                               | L l             | L l         |
| М м      | М м                               | М м                               | M m                | М м                                       | M m                               | M m             | M m         |
| Н н      | Н н                               | Н н                               | N n                | N ɴ                                       | N n                               | N n             | N n         |
| Ѻ ѻ, О o | О о                               | О о                               | O o                | О о                                       | О о                               | О о             | O о         |
| П п      | П п                               | П п                               | П п                | П п                                       | П п                               | П п             | П п         |
| Р р      | Р р                               | Р р                               | Р р                | Р р                                       | Р р                               | R r             | Р р         |
| С с      | С с                               | С с                               | S s                | С с                                       | С с                               | S s             | S s         |
| Т т      | Т т                               | Т т                               | T t                | Т т                                       | Т т                               | T t             | T t         |
| Оу оу    | У у (Anfang) Ꙋ ꙋ (Mitte und Ende) | Ꙋ ꙋ                               | Ꙋ ꙋ                | Ꙋ ꙋ                                       | Ꙋ ꙋ                               | Ꙋ ꙋ             | Ꙋ ꙋ         |
| Ꙋ, ȣ     | У у (Anfang) Ꙋ ꙋ (Mitte und Ende) | Ꙋ ꙋ                               | Ꙋ ꙋ                | Ꙋ ꙋ                                       | Ꙋ ꙋ                               | Ꙋ ꙋ             | Ꙋ ꙋ         |
| Ф ф      | Ф ф                               | Ф ф                               | Ф ф                | Ф ф                                       | Ф ф                               | F f             | Ф ф         |
| Х х      | Х х                               | Х х                               | Х х                | Х х                                       | Х х                               | Х х             | Х х         |
| Ѡ ѡ      | Ѡ ѡ                               | О о                               | O o                | О о                                       | O o                               | О о             | О о         |
| Щ щ      | Щ щ                               | Щ щ                               | Щ щ                | Шт шт                                     | Щ щ                               | Шt шt           | Шt шt       |
| Ц ц      | Ц ц                               | Ц ц                               | Ц ц                | Ц ц                                       | Ц ц                               | Ц ц             | Ц ц         |
| Ч ч      | Ч ч                               | Ч ч                               | Ч ч                | Ч ч                                       | Ч ч                               | Ч ч             | Ч ч         |
| Ш ш      | Ш ш                               | Ш ш                               | Ш ш                | Ш ш                                       | Ш ш                               | Ш ш             | Ш ш         |
| Ъ ъ      | Ъ ъ                               | Ъ ъ                               | Ъ ъ                | Ъ ъ                                       | Ъ ъ                               | Ъ ъ             | Ъ ъ         |
| Ы ы      | Ꙟ ꙟ (Anfang) Ѫ ѫ (Mitte und Ende) | Ꙟ ꙟ (Anfang) Ѫ ѫ (Ende)           | Ꙟ ꙟ                | Ꙟ ꙟ / Î î (Übergangsform)                 | Ꙟ ꙟ (Anfang) Ѫ ѫ (Mitte und Ende) | Î î             | Î î         |
| Ѣ ѣ      | Ѣ ѣ                               | Ѣ ѣ                               | Ea ea              | Εа εа (Ligatur, nur kleiner Buchstabe)    | Ea ea                             | Ea ea           | Ea ea       |
| Ю ю      | Ю ю                               | IꙊ iꙋ (Ligatur)                   | IꙊ Iꙋ iꙋ (Ligatur) | IꙊ Iꙋ іꙋ (Ligatur, nur kleiner Buchstabe) | Iꙋ iꙋ                             | IꙊ iꙋ (Ligatur) | Ĭꙋ ĭꙋ       |
| Ꙗ ꙗ      | Ꙗ ꙗ (Anfang) Ѧ ѧ (Mitte und Ende) | Ꙗ ꙗ                               | Ꙗ Iа (Ligatur) ꙗ   | IА Iа ꙗ                                   | Ia ia                             | Ĭa ĭa           | Ĭa ĭa       |
| Ѥ ѥ      | Йє йє                             | Ĭe ĭe                             | Ĭe ĭe              | Ĭε ĭε                                     | Ie ie                             | Ĭe ĭe           | Ĭe ĭe       |
| Ѧ ѧ      | Ꙗ ꙗ (Anfang) Ѧ ѧ (mid and final)  | Ꙗ ꙗ                               | Ꙗ Iа (Ligatur) ꙗ   | IА Iа ꙗ                                   | Ia ia                             | Ĭa ĭa           | Ĭa ĭa       |
| Ѫ ѫ      | Ꙟ ꙟ (Anfang) Ѫ ѫ (Mitte und Ende) | Ꙟ ꙟ (Anfang) Ѫ ѫ (Mitte und Ende) | Ꙟ ꙟ                | Ꙟ ꙟ / Î î (Übergangsform)                 | Ꙟ ꙟ (Anfang) Ѫ ѫ (Mitte und Ende) | Î î             | Î î         |
| Ѯ ѯ      | Кс кс                             | Кс кс                             | Ks ks              | Кс кс                                     | Кс кс                             | Ks ks           | Ks ks       |
| Ѱ ѱ      | Пс пс                             | Пс пс                             | Пs пs              | Пс пс                                     | Пс пс                             | Пs пs           | Пs пs       |
| Ѳ ѳ      | Т т                               | Т т                               | T t                | Ѳ ѳ                                       | Т т                               | T t             | T t         |
| Ѵ ѵ      | И, Ꙋ                              | I, Ꙋ                              | I, Ꙋ               | І, Ꙋ                                      | І, Ꙋ                              | I, Ꙋ            | I, Ꙋ        |
| Ꙟ ꙟ      | Ꙟн ꙟн Ꙟм ꙟм                       | Ꙟн ꙟн Ꙟм ꙟм                       | Ꙟн ꙟн Ꙟм ꙟм        | Ꙟⲛ ꙟⲛ Ꙟм ꙟм                               | Ꙟn ꙟn Ꙟm ꙟm                       | În în Îm îm     | În în Îm îm |
| Џ џ      | Џ џ                               | Џ џ                               | Џ џ                | Џ џ                                       | Џ џ                               | Џ џ             | Џ џ         |

## Beispiele
Das rumänische Vaterunser auf Basis des Akathistos in kyrillischer Schrift von 1786:
| Тáтъʌь нѡ́стрꙋ | Tatăl nostru |
| --- | --- |
| Та́тъль но́стрꙋ ка́реле є҆́щй ꙟ҆ че́рюрй: сфн҃цѣ́скъсе нꙋ́меле тъ́ꙋ: Ві́е ꙟ҆пъръці́ѧ та̀: Фі́е во́ѧ та̀, пре кꙋ́мь ꙟ҆ че́рю, шѝ пре пъмѫ́нть. Пѫ́йнѣ ноа́стръ, чѣ̀ де то́ате зи́леле, дъ́неѡ но́аѡ а҆́стъзй. Шѝ не ꙗ҆́ртъ но́аѡ даторі́йле ноа́стре, пре кꙋ́мь шѝ но́й є҆ртъ́мь дато́рничилѡрь но́щрй. Шѝ нꙋ́ не дꙋ́че пе но́й ꙟ҆ и҆спи́тъ. Чѝ не и҆збъвѣще де че́ль ръ́ꙋ. Къ а҆та̀ ꙗ҆́сте ꙟ҆пъръці́ѧ, шѝ Пꙋтѣ́рѣ, шѝ мъри́рѣ ꙟ҆ вѣ́чй, а҆ми́нь. | Tatăl nostru, carele ești în ceriuri, sfințeascăse numele tău: Vie împărăția ta: Fie voia ta, pre cumi în ceriu, și pre pământi. Pâinea noastră, cea de toate zilele, dăneo noua astăzi. Și ne iartă noua datoriile noastre, pre cumi și noi iertămi datornicilori noștri. Și nu ne duce pe noi în ispită. Ci ne izbăveaște de celi rău. Că ata iaste împrăția, și Putearea, și mărirea în veaci, amini. |

Luceafărul (Der Abendstern) ist eines der berühmtesten Gedichte des rumänischen Dichters Mihai Eminescu aus dem Jahr 1883:
| Лꙋчѣфьрꙋл | Luceafărul |
| --- | --- |
| Привѣ́ ꙟ̃ зáрє кꙋ́м пє мъ́рй Ръсáрє шѝ стръʌꙋ́чє, Пє мишкътѡáрєʌє къръ́рй Кѡръ́бïй нє́грє дꙋ́чє. Ꙟʌ вє́дє áзй, ꙟʌ вє́дє мѫ́ни, Áстфєʌ дори́нца-й гáта; Єʌ ѩ́р, приви́нд дє съптъмѫ́нй, Ꙟй кáдє дрáгъ фáта. Кꙋ́м ѣ́ пє кѡáтє- шй ръзимà Висѫ́нд áʌє єй тѫ́мпʌє, Дє дѡ́рꙋʌ ʌꙋ́й шѝ и́нимa Шѝ сꙋ́фʌєтꙋ-й сє ꙟ̃пʌє. | Privea în zare cum pe mări Răsare și străluce, Pe mișcătoarele cărări Corăbii negre duce. Îl vede azi, îl vede mâni, Astfel dorința-i gata; El iar, privind de săptămâni, Îi cade dragă fata. Cum ea pe coate-și răzima Visând ale ei tâmple, De dorul lui și inima Și sufletu-i se împle. |

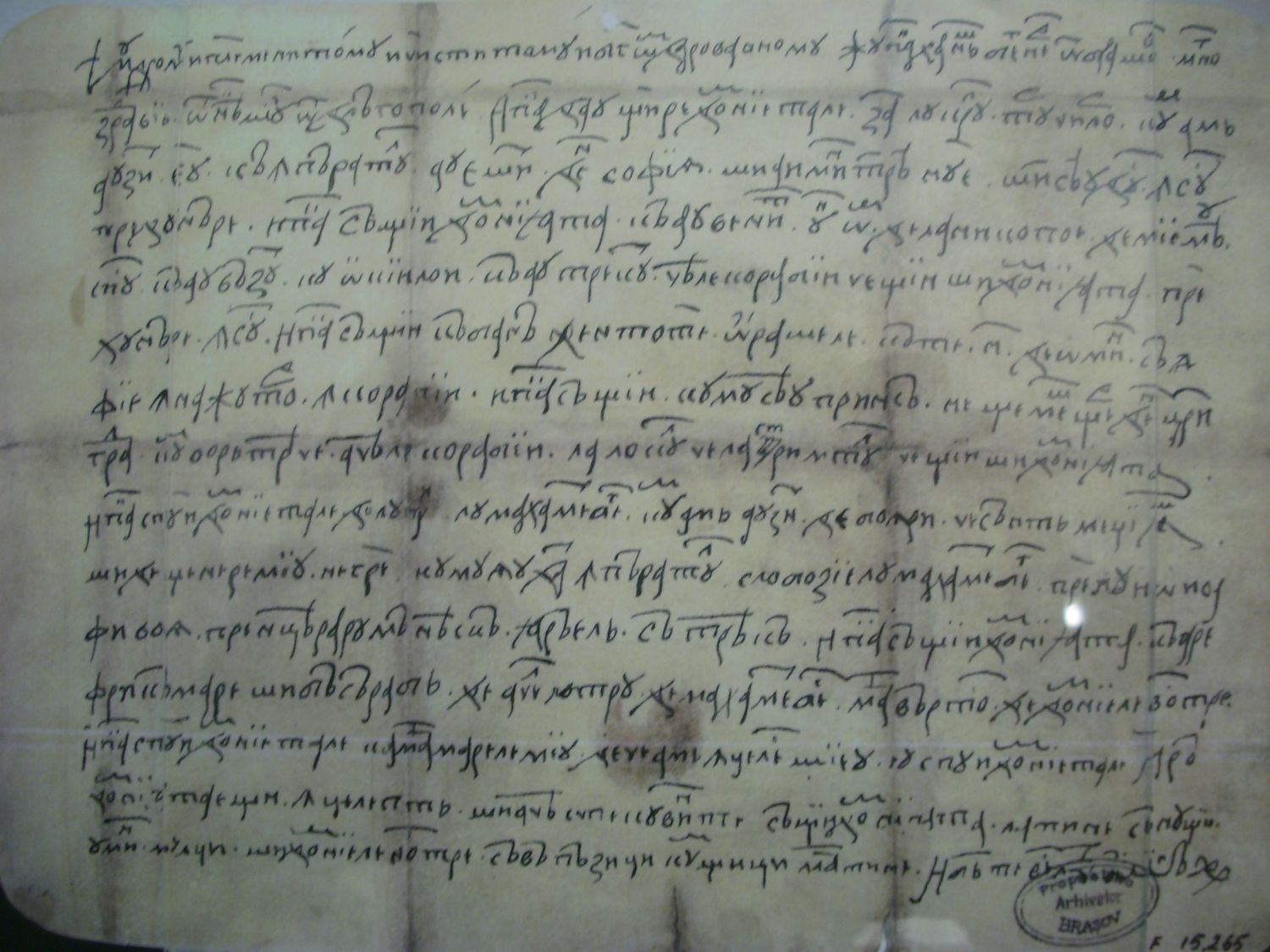
Das älteste rumänische Schriftdokument: Neacșus Brief, Brief eines Händlers aus Câmpulung (1521)
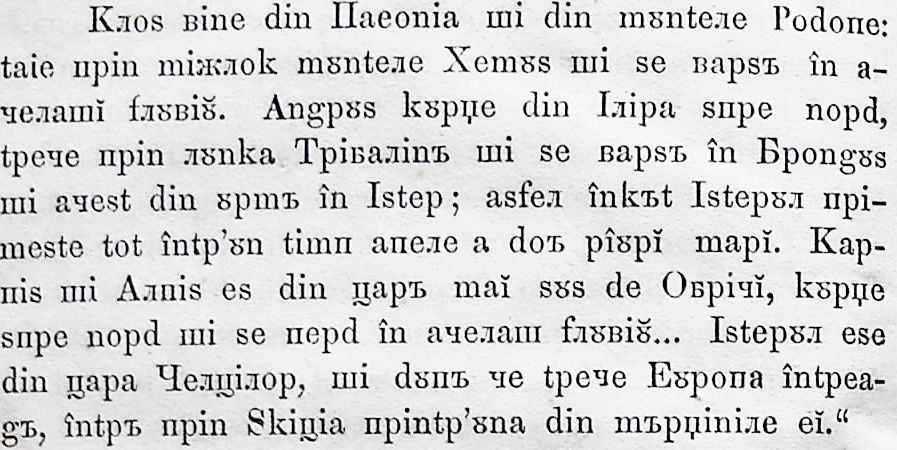
Übergangsalphabet (Fragment aus Dimitrie Bolintineanus Călătorii pe Dunăre și în Bulgaria, 1858)
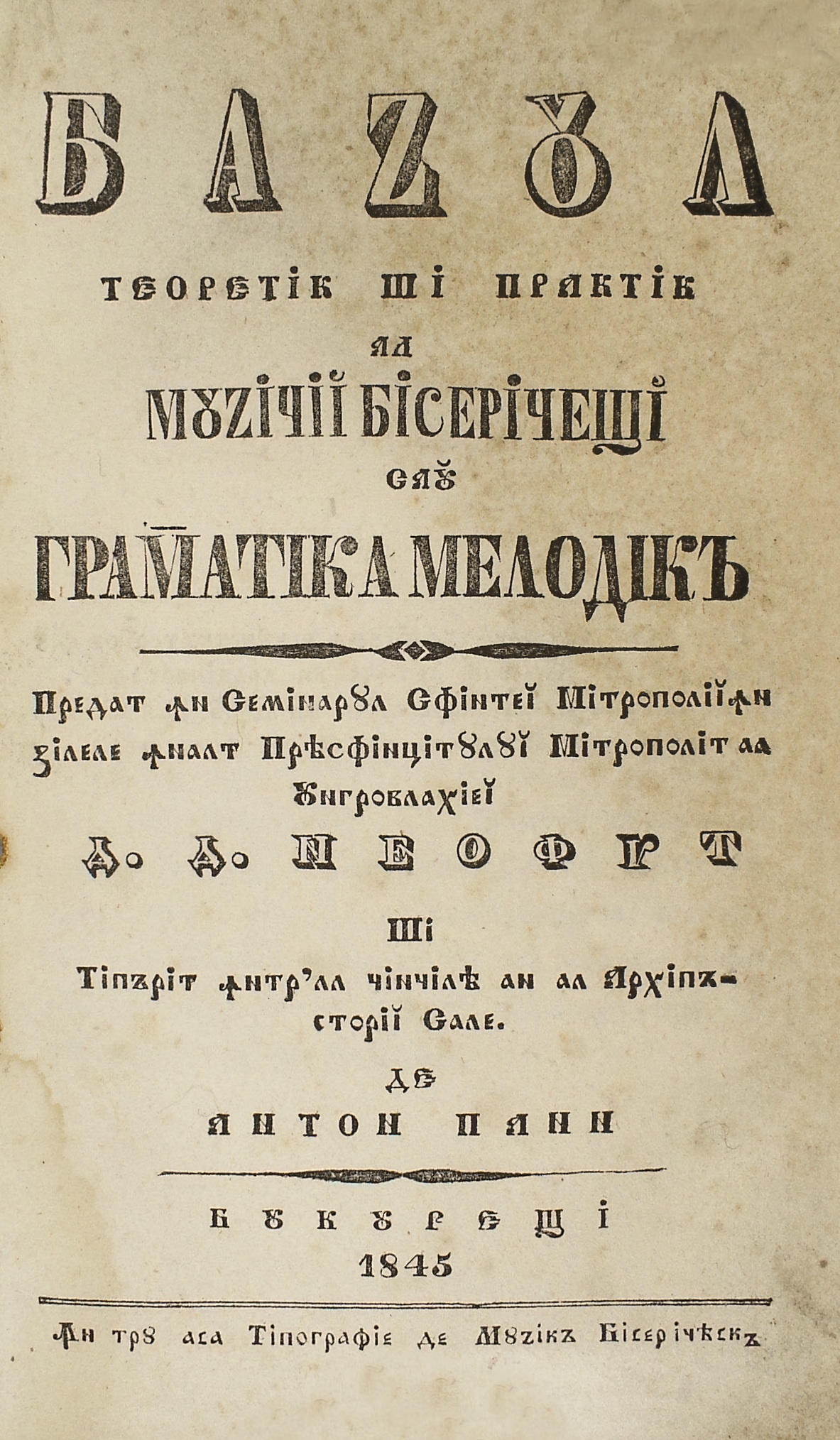
Anton Panns Bazul teoretic și practic al muzicii bisericești sau Gramatica melodică (1845)
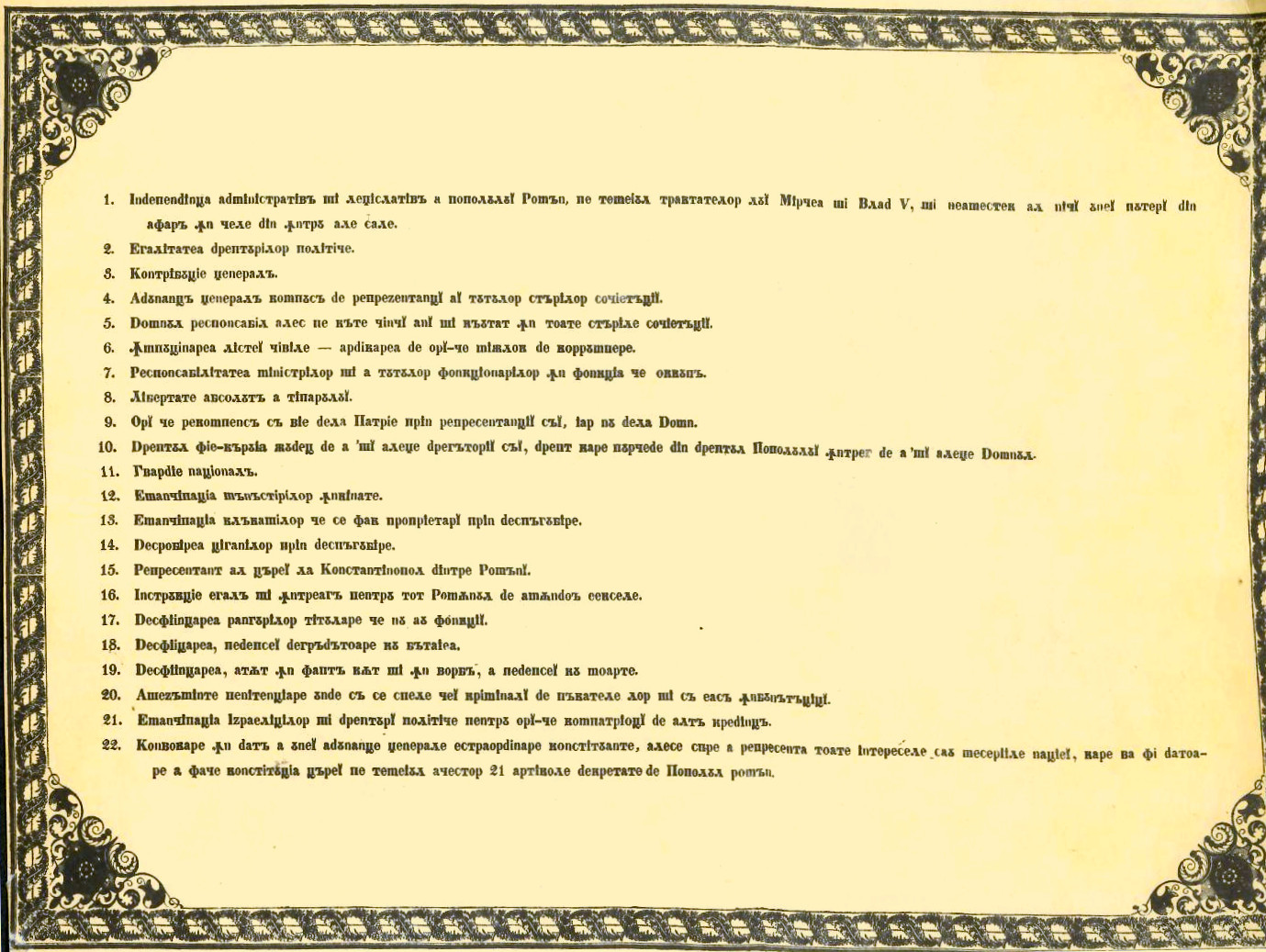
Proklamation von Islaz (1848)
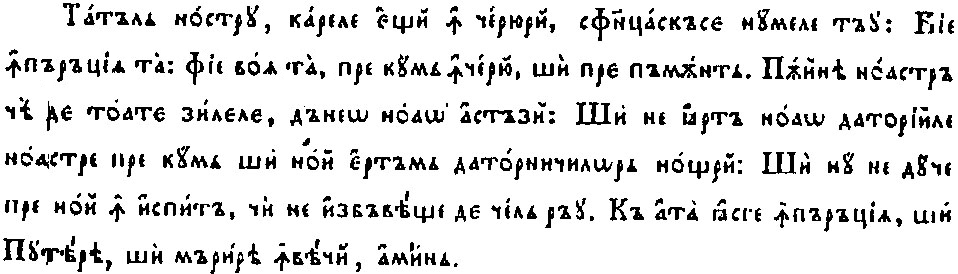
Das Rumänischer Vaterunser (1850er)